# Validadora

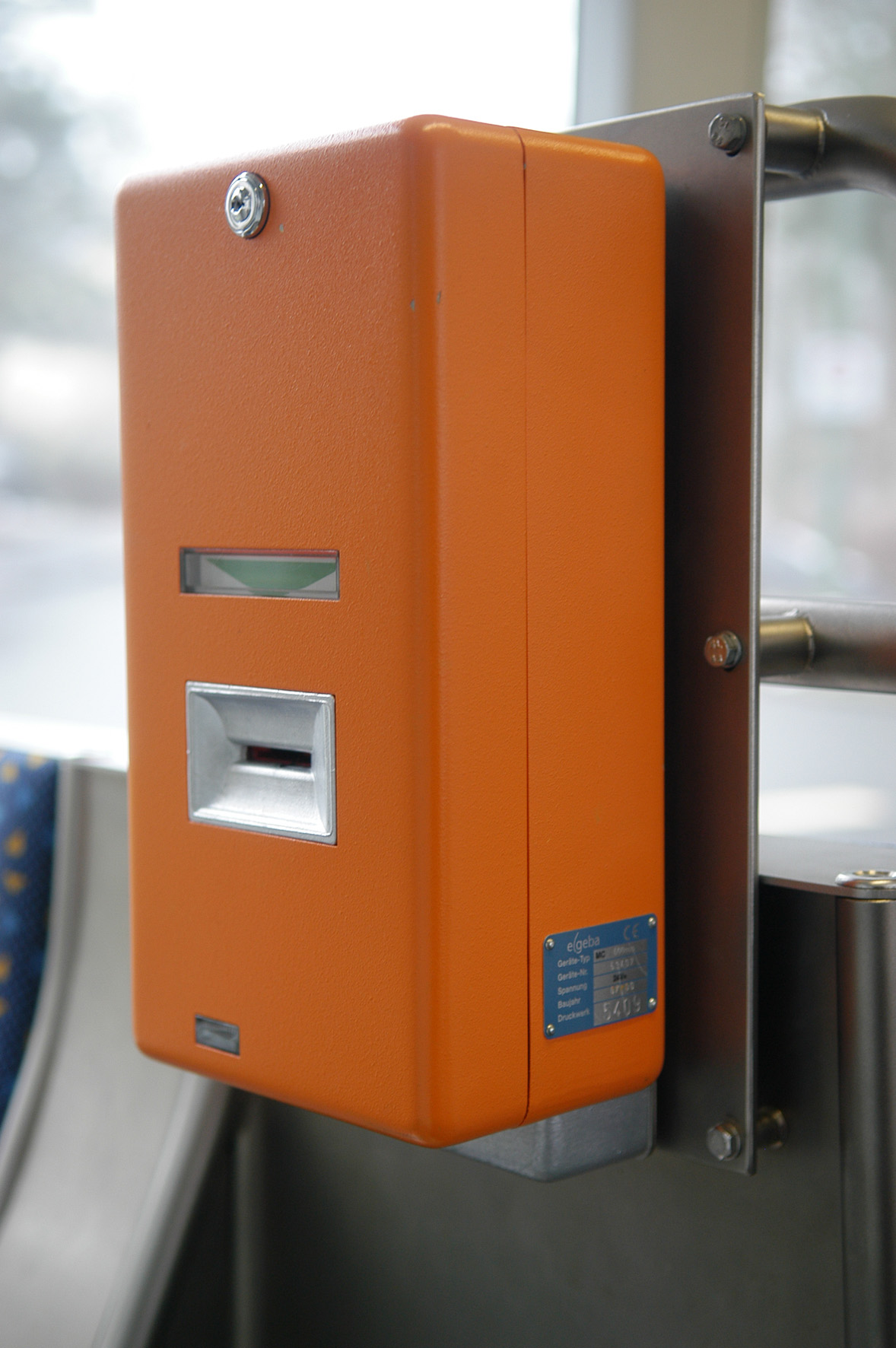
Validadora de transport públic

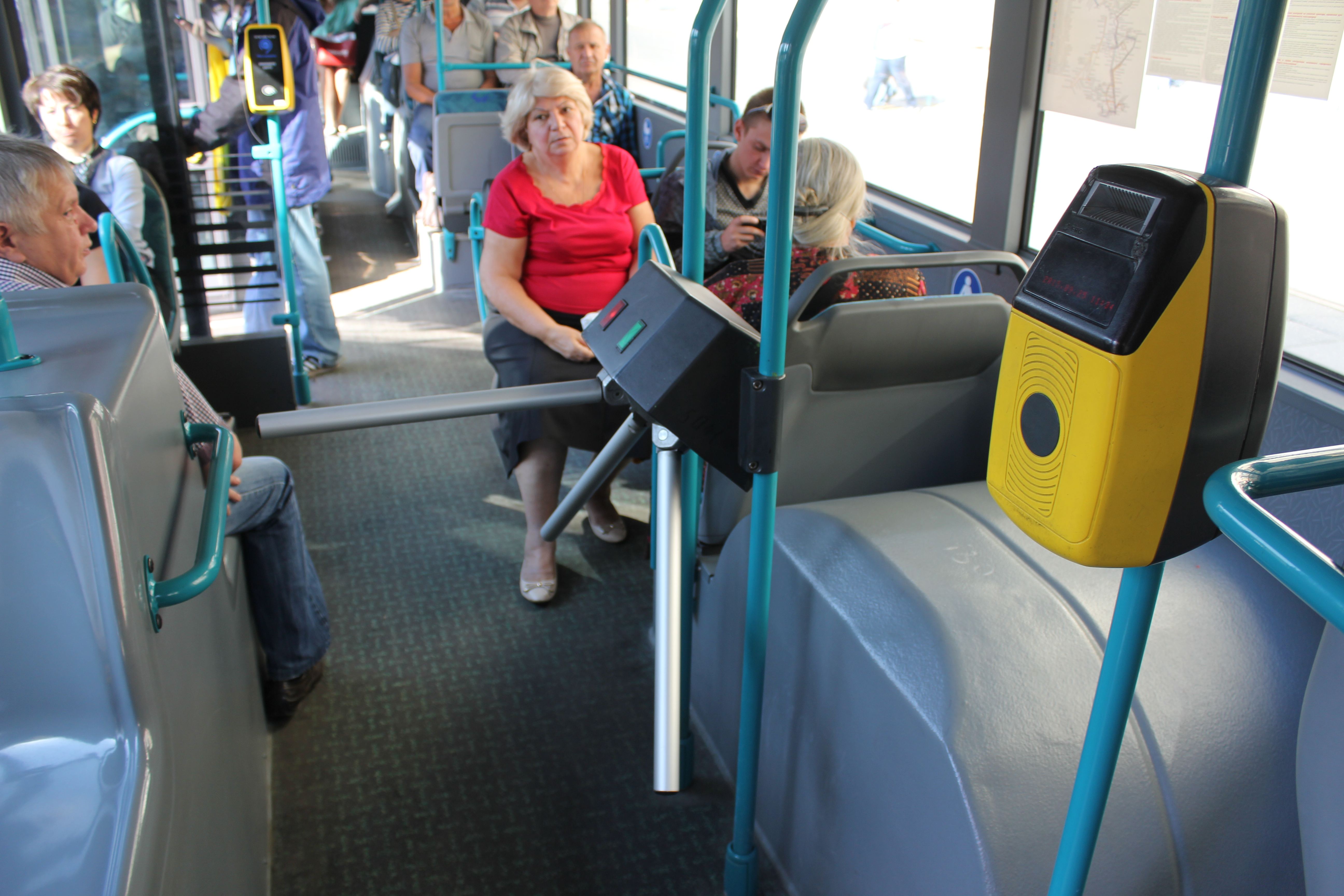
Validadora (contactless) d'autobús a Moscou

Una  validadora o cancel·ladora és un dispositiu electromecànic dissenyat per validar els títols de transport (bitllets) emesos per una empresa de transport públic.
Es poden trobar instal·lades fixes als torniquets (o integrada amb els mateixos) a l'entrada de les estacions de les diferents línies de metro o tren per poder controlar l'entrada de viatgers als recintes tancats. De la mateixa manera, també se n'instal·len en el transport públic de superfície com l'autobús i el tramvia, entre d'altres. En aquests dos últims casos, la validadora sol anar collada a una columna prop del conductor, el qual pot escoltar un soroll d'acceptació dels títols vàlids.